# Port lotniczy Senanga
Port lotniczy Senanga (IATA: SXG, ICAO: FLSN) – krajowy port lotniczy położony w Senanga, w Zambii.